# Post Malon
Ostin Ričard Post (engl. Austin Richard Post; Sirakjus, 4. jul 1995), poznat po imenu Post Malon (engl. Post Malone), je američki reper, pevač, tekstopisac i gitarista. Prvi put je bio primećen 2015, posle izlaska njegovog debi singla White Iverson. U avgustu 2015, Malon je potpisao ugovor sa izdavačkom kućom Ripablik, izbacio Congratulations sa Kvejvom i Rockstar sa 21 Sevidžom, koji su se našli na osmom i prvom mestu na Bilbord hot 100. Objavio je svoj prvi album Stoney u 2016. Njegov drugi album, Beerbongs and Bentleys, izašao je 27. aprila 2018.

## Mladost i početak karijere
Ostin Ričard Post je rođen 4. jula 1995. u Sirakjusu.  Odrastao je uz oca, Riča Posta, i maćehu, Džodi Post. Postov otac je bio disk-džokej u mladosti i upoznao je Posta sa mnogo različitih žanrova muzike, uključujući hip-hop, kantri i rok.
Kad je Post imao 9 godina, on i njegova porodica su se preselili u Grejpvajn (Teksas), nakon što je njegov otac postao menadžer snek bara za Dalas kaubojse. Post je počeo da svira gitaru i otišao je na audiciju za bend Crown the Empire u 2010, ali je bio odbijen nakon što su mu žice na gitari pukle u sred audicije. Sa 16 godina, koristeći Audacity, Post je napravio svoju prvu miks traku, Young and After Them Riches, i pokazao je svojim drugovima iz razreda u Grejpvajn srednjoj školi.

## Karijera
Po Postu, izabrao je Post Malon kao svoje umetničko ime sa 14 ili 15 godina. Po završetku pesme White Iverson, u februaru 2015, Postavljena je na Postov profil na Saundklaudu. Dana 19. jula 2015, objavio je muzički video za tu pesmu, koja je dostigla 390 miliona pregleda od svog objavljivanja. U avgustu 2016, Post je objavio izvinjenje za svoj album, Stoney, koji kasni. Postao je dostupan za poručivanje 4. novembra, a konaćno je objavljen 9. decembra. Post je kasnije nazvao svoj album „osrednjim”, uprkos uspehu pesme Congratulations sa Kvejvom, bila je prva pesma koja je ušla u top 10 na Bilbord hot 100, dostigavši 8. mesto. Stoney je takođe sadržao top 100 hitove I Fall Apart i Deja Vu, sa Džastinom Biberom, album je Postao dvostruko platinast od strane Američkog udruženja diskografskih kuća u oktobru 2017.

## Muzički stil
Postova muzika je opisana kao „ključajući lonac kantrija, hip-hopa i R&B-ja”.

## Kontroverze
U novembru 2017, u intervjuu sa poljskim medijskim autletom NewOnce, izjavio je da veruje da modernoj hip-hop muzici fale „ljudi koji govore o realnim stvarima”, dodajući da „ako želiš da razmišljaš o životu, ne slušaj hip-hop”. Dobio je negativne komentare na društvenim mrežama za svoje navode, čak i od repera kao što su Lil Bi i Vins Stejpls. Pojavio se u videu na Tviteru, objašnjavajući razlog svojih komentara, dodajuči da on obožava hip-hop. 

## Lični život
Post ima tetovažu američkog predsednika Džona Kenedija na ruci i dodao da je Džon Kenedi bio jedini predsednik koji je govorio o „ludoj korupciji koja se dešava ovih dana”. U decembru je izjavio da, ako bi bio pozvan da nastupa na inauguraciji Donalda Trampa, nastupao bi, iako ni Hilari Klinton ni Tramp nisu sposobni da vrše dužnost Predsednika Sjedinjenih Američkih Država. Glasao je za Bernija Sandersa.

## Diskografija

### Студијски албуми
| Наслов                                                                         | Детаљи | Највиша позиција на листи | Највиша позиција на листи |
| Наслов                                                                         | Детаљи | САД                       | УК                        |
| ------------------------------------------------------------------------------ | --- | ------------------------- | ------------------------- |
| Stoney                                                                         | - Објављен: 13. децембар 2016. - Издавачкa кућa: Republic - Формати: CD, плоча, касета, дигитално преузимање, стриминг        | 4                         | 10                        |
| Beerbongs & Bentleys                                                           | - Објављен: 27. април 2018. - Издавачке куће: Republic - Формати: CD, плоча, дигитално преузимање, стриминг                   | 1                         | 1                         |
| Hollywood's Bleeding                                                           | - Oбјављен: 6. септембар 2019. - Издавачке куће: Republic - Формати: CD, плоча, касета, дигитално преузимање, стриминг        | 1                         | 1                         |
| Twelve Carat Toothache                                                         | - Објављен: 3. јун 2022. - Издавачке куће: Republic, Mercury - Формати: CD, плоча, касета, дигитално преузимање, стриминг     | 2                         | 3                         |
| Austin                                                                         | - Објављен: 28. јул 2023. - Издавачке куће: Republic, Mercury - Формати: CD, плоча, касета, дигитално преузимање, стриминг    | 2                         | 3                         |
| F-1 Trillion                                                                   | - Објављен: 16. август 2024. - Издавачке куће: Republic, Mercury - Формати: CD, плоча, касета, дигитално преузимање, стриминг | 1                         | 1                         |
| "—" значи да албум није доспео на листе или није био објављен на том подручју. | |                           |                           |

### Микстејпови
| Наслов      | Детаљи                                                                                        |
| ----------- | --------------------------------------------------------------------------------------------- |
| August 26th | - Објављен: 12. мај 2016. - Издавачка кућа: Republic - Формат: дигитално преузимање, стриминг |

## Napomene
1. ↑  http://www.dictionary.com/browse/post

## Spoljašnje veze
- Post Malon на веб-сајту  (језик: енглески)